# Oberdorf (Nidvaldo)
Oberdorf (toponimo tedesco) è un comune svizzero di 3 105 abitanti abitanti del Canton Nidvaldo.

## Geografia fisica

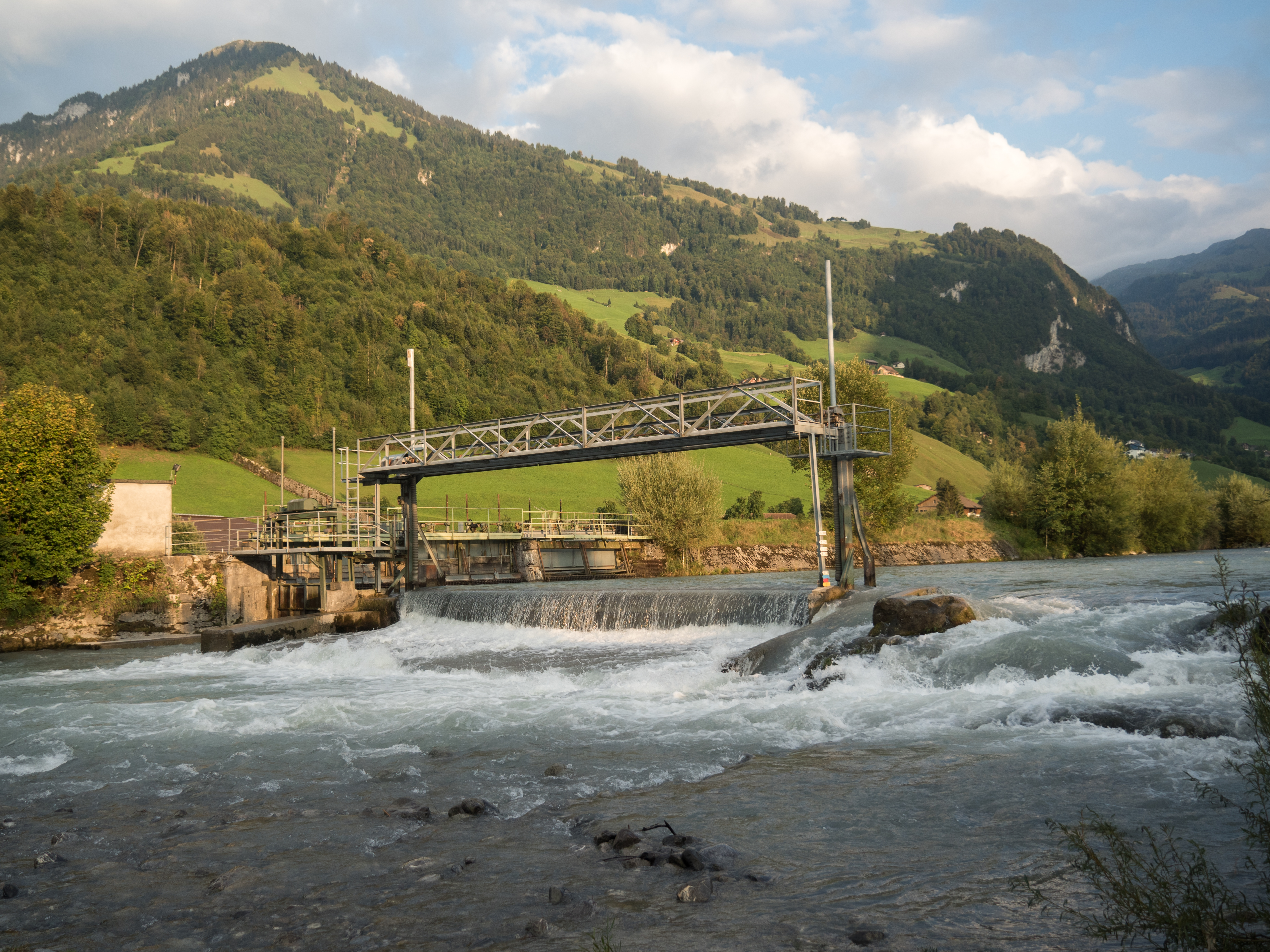
Il fiume Aa di Engelberg presso Büren

Il territorio di Oberdorf si estende nella bassa valle del fiume Aa di Engelberg, ai piedi del monte Buochserhorn.

## Storia
Il territorio di Oberdorf ha fatto capo all'antica Ürte di Büren dal Basso Medioevo fino al XIX secolo; il comune politico di Oberdorf è stato istituito nel 1850.

## Monumenti e luoghi d'interesse
- Monastero di Maria Rickenbach in località Niederrickenbach, convento di benedettine dedicato a San Benedetto e Santa Scolastica, fondato nel 1857-1863 e ricostruito nel 1973-1977 (edifici monastici) e nel 1979-1980 (chiesa), sede della Congregazione delle suore dell'offerta del terzo ordine di San Benedetto[3][5];
- Cappella cattolica di Sant'Anna in località Waltersberg, eretta nel 1702[4];
- Piazza della Landsgemeinde in località Wil, attestata dal 1398[3].

## Società

### Evoluzione demografica
L'evoluzione demografica è riportata nella seguente tabella:
Abitanti censiti

## Geografia antropica

### Frazioni
Le frazioni di Oberdorf sono:
- Büren o (Büren nid dem Bach)[7]
- Niederrickenbach
- Oberes Dorf
  - Ennerberg
  - Waltersberg[4]
  - Wil (o Wil bei Stans)

## Economia
L'economia locale si basa prevalentemente sul settore secondario.

## Infrastrutture e trasporti
Oberdorf è stato servito dalle stazioni di Oberdorf NW e Büren NW sulla ferrovia Lucerna-Stans-Engelberg, soppresse nel 2002.